# Orly Weinerman
Orly Weinerman (hébreu : אורלי ויינרמן) est une actrice israélienne née le 21 juin 1971 à Tel Aviv.
Elle a participé à la cinquième saison de l'émission Rokdim Im Kokhavim, en 2010. C'est la version israélienne de Danse avec les stars.

## Filmographie
- 1998 : Rak Beyisrael (série TV) : Natalie
- 1998 : Shemesh (série TV) : Ogen
- 1998 : Parpar Layla (série TV) : Channell
- 1997 : Florentine (série TV) : New Shira
- 1989 : Ha-Hofesh Ha'Acharon (série TV) : Orly